# 高橋喜惣治
4代 高橋 喜惣治（たかはし きそうじ、1850年7月21日（嘉永3年6月13日）- 1918年（大正7年）4月15日）は、明治期の地主、政治家。衆議院議員、貴族院多額納税者議員。のち左京（さきょう）と改名した。名・猷、諱・種健、字・伯応、号・鶴洲、通称・喜惣治。

## 経歴
上総国埴生郡立木村（千葉県上埴生郡鶴枝村立木、長生郡鶴枝村を経て現茂原市）で、豪農、大庄屋・高橋千満太の長男として生まれる。高橋家は曽祖父・信重以来、通称を喜惣治と称した。富津の織本東岳（履道）から漢学を学び、さらに江戸の島田重礼に入門し、小野湖山に詩文を学んだ。帰郷して大庄屋となった。
1872年（明治5年）第三十九区戸長に就任。第七大区地租改正惣代人、第七大区区会議員、第七大区四小区戸長などを歴任。1879年（明治12年）初の千葉県会議員に選出され、1886年（明治19年）4月に再選された。1892年（明治25年）同志と政治団体・長生交際会を組織。1894年（明治27年）3月、第3回衆議院議員総選挙に千葉県第六区から出馬して当選し、衆議院議員を1期務めた。1897年（明治30年）6月、郡制実施に伴い長生郡会議員に当選。さらに同年6月、貴族院多額納税者議員に互選され、同年9月29日から1904年（明治37年）9月28日まで在任した。
その他、千葉県勧業諮問会員、同農会名誉会員、同教育会議長、禅徒生命保険副社長なども務めた。また、1875年（明治8年）10月、山田敬蔵、白井喜一郎と共同で埴生郡地引村（上埴生郡東村、長生郡東村を経て現長南町）に私立中学・乃有学舎を設立し、教師に嶺田楓江を招聘して地域の教育進展に尽力した。
晩年は政界を引退し文学に親しんだ。